# 德波林
德波林（俄語：Абра́м Моисе́евич Дебо́рин Ио́ффе，1881年6月16日—1963年3月8日），原名“越飞”（俄語：Ио́ффе），苏联马克思主义哲学家，苏联科学院院士。生于俄罗斯帝国乌皮那，19世纪90年代参与革命活动，1903年加入俄国社会民主工党布尔什维克，1907年转向孟什维克并成为格奥尔基·瓦连京诺维奇·普列汉诺夫的门徒，1908年从伯尔尼大学哲学学院毕业，后开始以马克思主义的角度出版著作，曾参与出版《黑格尔全集》15卷，20世纪30年代受到斯大林的批判。